# (35473) 1998 EZ8
1998 إي زد 8 (ويعرف أيضًا باسم (35473) 1998 إي زد 8 وفق تسمية الكوكب الصغير) (بالإنجليزية: 1998 EZ8)‏ هو كويكب ضمن حزام الكويكبات؛ وترتيبه 35473 من حيث الاكتشاف.
اكتُشف هذا الجُرم الفلكي بواسطة Thierry Pauwels ‏ في 9 مارس 1998.

## وصلات خارجية
- (35473) 1998 EZ8 في قاعدة بيانات مختبر الدفع النفاث لأجرام النظام الشمسي الصغيرة

- الاكتشاف · مخطط المدار ·  العناصر المدارية · المعلمات المادية

- (35473) 1998 EZ8 على موقع ويكي سكاي: DSS2, SDSS, GALEX, IRAS, Hydrogen α, X-Ray, Astrophoto, Sky Map, Articles and images